# Lee Shubert

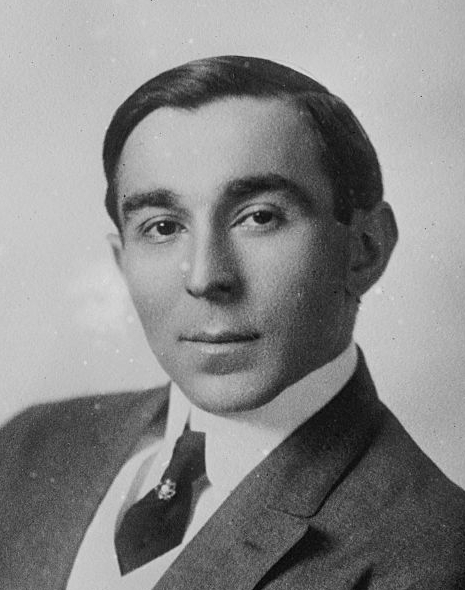
Lee Schubert 1908

Lee Shubert (eigentlich Levi Shubert; geboren 15. März 1871 in Neustadt in Polen oder im Russischen Kaiserreich; gestorben 25. Dezember 1953 in New York City) war ein US-amerikanischer Theatermanager.

## Leben
Lee Shubert war ein Sohn von David Szemanski/Schubart und Katrina Helwitz. Die jüdische Familie wanderte 1882 in die USA ein und zog nach Syracuse. Dem alkoholkranken Vater gelang es nicht, dort Fuß zu fassen, so dass Lee Shubert, der vier Schwestern und zwei Brüder hatte, bereits im Alter von zehn Jahren Geld verdienen musste. Er verkaufte zunächst vor einem örtlichen Theater Zeitungen. Dies führte zum ersten Kontakt mit dem Theater, als Lees jüngerer Bruder Samuel dort eine kleine Rolle unter dem Direktor David Belasco erhielt und sich fortan weiter an Theatern betätigte. Lee Shubert wurde Buchhalter für das Bastable Theatre und für das Wieting. Selbstständige Aktivitäten entwickelten die Shubert-Brüder mit dem Erwerb der Tourneerechte an A Texas Steer für New England. Wenig später legten sie sich ihr erstes eigenes Theater, das Baker in Rochester, zu. Dann übernahmen Samuel und Lee das Grand Opera House in Syracuse.
Die Brüder Lee, Samuel S. und Jacob J. Shubert betrieben eine Reihe von Theatern in Städten wie Buffalo, Rochester und Albany, ehe Sam Shubert im Jahr 1900 den Sprung nach New York City wagte. Dort übernahm er das Herald Square Theatre. Wenig später ließ sich auch Lee Shubert in New York nieder. Aus ihrer Zusammenarbeit entwickelte sich im Laufe weniger Jahre die größte Gesellschaft, die in den USA Theaterproduktionen herausbrachte und Theater besaß. Sam Shubert erlebte diesen Aufstieg jedoch nur noch zum Teil mit, da er im Jahr 1905 bei einem Eisenbahnunglück ums Leben kam. Seine Brüder wurden nach und nach Betreiber von fast 1000 Theatern in den Vereinigten Staaten.
Um die Jahrhundertwende managten die Brüder bereits fünf Theater im Staat New York, 1904 waren es zehn. Zu diesem Zeitpunkt machte ihnen bereits das sogenannte Syndikat zu schaffen, das unter der Leitung von Abe Erlanger drei Viertel der Theater im Land kontrollierte. Es gelang Lee und Jacob J. Shubert jedoch schließlich, diese Organisation zu entmachten. Unter anderem führte ihre geschickte Öffentlichkeitsarbeit, in der sie auch behaupteten, auf der Seite der Theaterarbeiter zu stehen, zu diesem Ziel. Ferner verlegten sie ihre Vorstellungen, wenn sie aus einer Stadt hinausgedrängt wurden, in Zelte, was nebenbei den Vorteil hatte, dass sie dort mehr Sitzplätze anbieten konnten. Die von Lee und Jacob J. Shubert veranstaltete Abschiedstournee für Sarah Bernhardt erwies sich ebenfalls als werbewirksam.
Lee Shubert, der schon vor dem Ersten Weltkrieg auch mit dem Kino sympathisiert hatte, gehörte in den 1920er Jahren auch der Leitung von MGM an. 1913 wurde im New York Dramatic Mirror angekündigt, dass eines der Shubert-Theater zu einem Kinoplastikon-Kino umfunktioniert werden sollte. Die Kinoplastikon-Rechte für sein Land hatte ihm Frank Joseph Goldsoll gesichert, der gleichzeitig zusammen mit A. H. Woods ein Kinoimperium in Europa und Russland aufzubauen versuchte. 1920 waren beide in die Umstrukturierung des Capitol Theatre am Broadway in New York involviert; Shubert sowohl als Vertreter der Interessen seines Familienunternehmens als auch als einer der Direktoren der Goldwyn Picture Corporation, Goldsoll als ein anderer Goldwyn-Direktor und als Verhandlungsführer von Goldwyns Seite her um das Theater, das 15 neue Direktoren, davon acht von Seiten Goldwyns, bekommen sollte.
Obwohl Shubert auch selbst ein Theaterstück verfasste, sah er sich in erster Linie als Geschäftsmann. Er heiratete 1936 das Showgirl Marcella Swanson. 1948 wurde die Ehe geschieden und 1949 erneut geschlossen. Lee Shubert starb am 25. Dezember 1953 in New York City. Die Witwe überlebte Lee Shubert um 20 Jahre. Lee Shubert wurde auf dem Salem Fields Cemetery in Brooklyn bestattet. Im Museum of the City of New York befindet sich das 1928 geschaffene Porträt Shuberts von Erno Bakos.

## Produktionen und weitere Entwicklung
Unter anderem brachten die Shubert-Brüder Americana (1932), Artists and Models, At Home Abroad (1935), Greenwich Village Follies, Hellzapoppin'  (1938), Hooray for What! (1937), Laffin' Room Only (1943), Life Begins at 8:40 (1934), The Passing Shows, Priorities of 1942, The Show is On (1937), Sons o' Fun (1941), Straw Hat Revue (1939), The Streets of Paris (1939) und Ziegfeld Follies auf die Bühne. Sehr erfolgreich waren auch die Operetten Blossom Time (1921) und The Student Prince von 1924. Zehn Theatercompagnien tourten gleichzeitig mit letzterem Stück durch Nordamerika. Ferner brachten die Shubert-Brüder Musicals wie Belle of Bond Street (1914), A Chinese Honeymoon (1902), Countess Maritza (1926), Earl and the Girl (1905), Emerald Isle (1902), Fantana (1905), Happyland (1905), Honeymoon Express (1913), Love o' Mike (1917), Maytime (1917), My Romance (1948), Nina Rosa (1930), Oh, I Say (1913), The Red Petticoat (1912), Robinson Crusoe, Jr. (1916), Runaways (1903), Sally, Irene and Mary (1922), Sinbad (1918), The Wonder Bar (1931) und You Never Know (1938) auf die Bühne.
Später übernahm J. J. Shuberts Sohn John die Leitung des Unternehmens und führte es bis zu seinem Tod 1962 weiter, ihm folgte für ein Jahrzehnt sein Cousin Lawrence Shubert Lawrence, Jr. 1973 wurde aus dem Familienunternehmen die Shubert Organization unter Gerald Schoenfeld und Bernard B. Jacobs. Sie existiert nach wie vor; Chairman ist mittlerweile Philip J. Smith, Präsident Robert E. Wankel.